# أحكام القرآن (ابن العربي)
أحكام القرآن لابن العربي أحد كتب تفسير القران الكريم الفقهية، ألفه أبو بكر بن العربي.

## أسلوب التفسير
الكتاب عبارة عن تفسير فقهي للقران الكريم، حيث شرح فيه ابن العربي المالكي آيات الأحكام، مناصرًا لمذهب الإمام مالك بن أنس، مرجحًا غيره من المذاهب فيما أداه إليه نظره واختياره، وقد بيَّن منهجه فقال في مقدمته التي صدر بها كتابه هذا: «ولما من الله سبحانه وتعالى بالاستبصار في استثارة العلوم من الكتاب العزيز، حسبما مهدته لنا المشيخة الذين لقينا، نظرناها من ذلك المطرح، ثم عرضناه على ما جلبه العلماء، وسبرناه بعيار الأشياخ، فما اتفق عليه النظر أثبتناه، وما تعارض فيه شجرناه وشحذناه، حتى خلص نضاره ورق عراره، فنذكر الآية ثم نعطف على كلماتها بل حروفها، فنأخذ بمعرفتها مفردة ثم نركبها على أخواتها مضافة، ونحفظ في ذلك قسم البلاغة، ونحترز عن المناقضة في الأحكام والمعارضة، ونحتاط على جانب اللُّغة، ونقابلها في القرآن بما جاء في السُّـنَّة الصحيحة، ونتحرى وجه الجميع إذ الكل من عند الله، وإنَّما بُعث محمد ليبين للناس ما نزل إليهم، ونعقب على ذلك بتوابع لا بد من تحصيل العلم بها منها حرصاً على أن يأتي القول مستقلاً بنفسه، إلاَّ أن يخرج عن الباب فنحيل عليه في موضعه، مجانبين للتقصير والإكثار، وبمشيئة الله نهتدي فمن يهده الله فهو المهتدي لا رب غيره».
استوعب ابن العربي كتابه جميع سور القرآن الكريم بالتفسير الفقهي، ما عدا ثمان سور وهي: سورة القمر والحاقة والنازعات والتكوير والانفطار والقارعة والهمزة والكافرون. يقتصر ابن العربي في أحكامه على تفسير آيات الأحكام فقط، فيحصي عدد آياتها في كل سورة، ثم يعكف على شرحها، واستخراج مسائلها الفقهية، وبيان ما فيها من أحكام. معتمدا في ذلك أسباب النزول وعلى اللغة، وعلم الحديث، والسنن والأثار، منبها على مواطن الخلاف بين الفقهاء، ذاكرًا لأسبابه، بمنهج نقدي يقوم على الحجة والاستدلال، خاصة وأنه يعد من أبرز المالكية الخلافين بالأندلس في القرن السادس الهجري، ولذلك عند ربطه بين تأويل الآية وبين الخلاف حولها يحيل مباشرة إلى كتبه في مسائل الخلاف، وهذا المسلك منتشر في كل الكتاب، في جل المسائل والقضايا الفقهية التي تعرض لها. كما أنه اهتم كثيرًا بالذب عن المذهب المالكي والرد على المذاهب الأخرى، بمسلك النظار من الخلافيين وأهل البحث.

## طبع الكتاب
أول طبعة لكتاب أحكام القرآن لابن العربي كانت سنة 1331 هـ، من طبعة مكتبة السعادة، طبع الكتاب في مجلدين كبيرين، وتلتها طبعات عديدة لكنها كانت طبعات ناقصة بسبب كثرة التصحيفات التي شابتها. بعد نفاذ الطبعة الأولى للكتاب عمد الدكتور علي محمد البجاوي إلى إصدار طبعة ثانية عام 1387 هـ عن دار إحياء الكتب العربية بالقاهرة، ثم أعيد طبع الكتاب مرات عديدة في دور نشر مختلفة، وهي في عامتها تصوير لطبعة علي البجاوي. حققت مقدمة أحكام القرآن كاملة ومستقلة عن الكتاب، بكلية الآداب جامعة ابن زهر بالمغرب بتحقيق عبد الرزاق هرماس سنة 2011.

## وصلات خارجية
- تحميل أحكام القرآن لابن العربي المكتبة الشاملة
- تحميل أحكام القرآن لابن العربي المكتبة الوقفية